# Транспонована матриця
Транспонована матриця — матриця {\displaystyle A^{T}}, що виникає з матриці {\displaystyle A} в результаті унарної операції транспонування: заміни її рядків на стовпчики.
Формально, транспонована матриця {\displaystyle \ A^{T}=(b_{ij})} для матриці {\displaystyle \ A=(a_{ij})} визначається як
{\displaystyle \ b_{ij}=a_{ji},\quad i={\overline {1,n}},\quad j={\overline {1,m}}.}
Наприклад:
{\displaystyle {\begin{bmatrix}1&2\\3&4\end{bmatrix}}^{\mathrm {T} }={\begin{bmatrix}1&3\\2&4\end{bmatrix}}}      та      {\displaystyle {\begin{bmatrix}1&2\\3&4\\5&6\end{bmatrix}}^{\mathrm {T} }={\begin{bmatrix}1&3&5\\2&4&6\end{bmatrix}}}

## Властивості
- {\displaystyle \ (A^{\mathrm {T} })^{\mathrm {T} }=A} — операція транспонування є інволюцією.
- {\displaystyle \ (rA)^{\mathrm {T} }=rA^{\mathrm {T} }}
- {\displaystyle \ (A+B)^{\mathrm {T} }=A^{\mathrm {T} }+B^{\mathrm {T} }} — транспонування є лінійним відображення матриць розміру m×n в матриці розміру n×m.
- {\displaystyle \ (AB)^{\mathrm {T} }=B^{\mathrm {T} }A^{\mathrm {T} }}
- {\displaystyle \ (A^{\mathrm {T} })^{-1}=(A^{-1})^{\mathrm {T} }}
- {\displaystyle \ \det A=\det A^{T}}
- Власні значення {\displaystyle \ A^{T}} збігаються з власними значеннями {\displaystyle \ A}.
- Якщо елементи матриці {\displaystyle \ A} є дійсними, то матриця  {\displaystyle A^{\mathrm {T} }A} — є невід'ємноозначеною матрицею.

## Пов’язані означення
- Квадратна матриця, котра після транспонування переходить сама у себе, називається симетричною матрицею

{\displaystyle \ A^{\mathrm {T} }=A}
- Квадратна матриця, котра після транспонування переходить в негативну матрицю, називається кососиметричною матрицею

{\displaystyle \ A^{\mathrm {T} }=-A}
- Матриця транспонована, з елементами заміненими на їх комплексне спряження називається спряженою матрицею відносно початкової матриці

{\displaystyle A^{*}=({\overline {A}})^{T}={\overline {A^{T}}}}